# نصرت‌الله محتشم
نصرت‌الله محتشم (زادهٔ ۱۲۸۹ – ۱۳۵۹) هنرمند سینما و تئاتر، و دوبلور اهل ایران بود.
وی فعالیت هنری را از سال ۱۳۰۸ با بازی در تئاتر فرهنگ رشت شروع کرد و بعد آن را تئاترهای استودیو درام کرمانشاهی، نکیسا، تهران و فردوسی ادامه داد.
فعالیت سینمایی را از سال ۱۳۱۴ با بازی در فیلم شیرین و فرهاد آغاز کرد. از دهه ۱۳۲۰ به فعالیت در رادیو مشغول شد؛ و از سال ۱۳۳۱ در دوبله نیز به فعالیت پرداخت. وی دو دوره در سال‌های ۱۳۳۱ و ۱۳۴۱ ریاست اداره نمایش کشور را به عهده داشت.
وی همسر ژاله علو و روح‌انگیز سامی‌نژاد بوده  است.

## برخی از کارها
نصرت الله محتشم: به جای آنتونی کویین در لورنس عربستان (دوبله اول) به جای تروور هاوارد فیلم شورش در بونتی (دوبله اول) به جای جان وین فیلم  فاتح (دوبله اول)

## فیلم‌شناسی

### کارگردان
- ۱ -  آغا محمدخان قاجار (۱۳۳۳)
- ۲ -  عروس دجله (۱۳۳۳)
- ۳ -  ماجرای زندگی (۱۳۳۳)

### بازیگر
- ۱ -  شاهراه زندگی (۱۳۴۷)
- ۲ -  جاده زرین سمرقند (۱۳۴۶)
- ۳ -  فرمان‌خان (۱۳۴۶)
- ۴ -  بن‌بست (۱۳۴۳)
- ۵ -  جدال در مهتاب (۱۳۴۲)
- ۶ -  کلید (۱۳۴۱)
- ۷ -  ور پریده (۱۳۴۱)

- ۸ -  طلسم شکسته (۱۳۳۷)
- ۹ -  آغا محمدخان قاجار (۱۳۳۳)
- ۱۰ -  فردوسی (۱۳۱۳)